# Pregassona

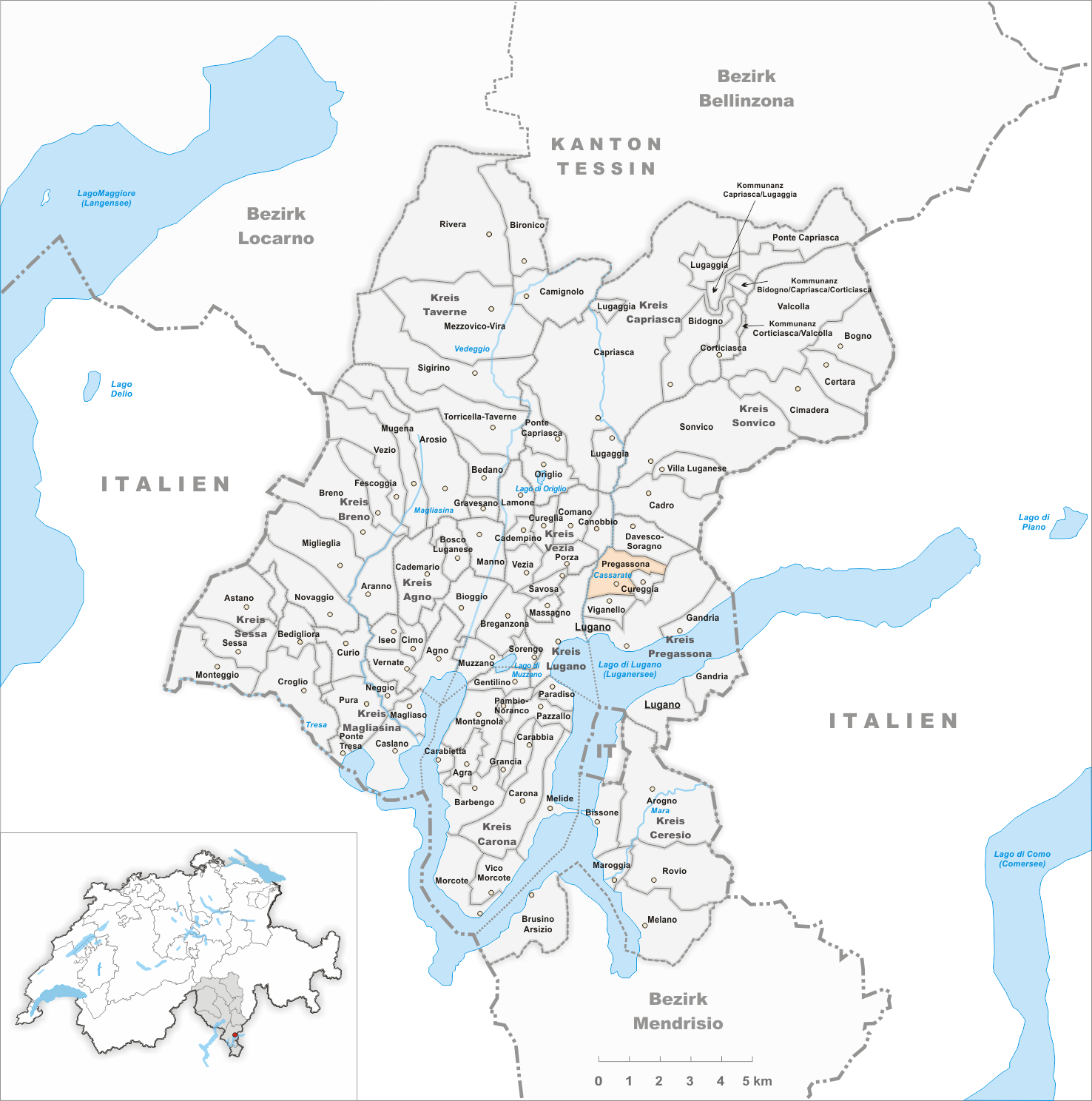
Gemeindestand vor der Fusion am 4. April 2004

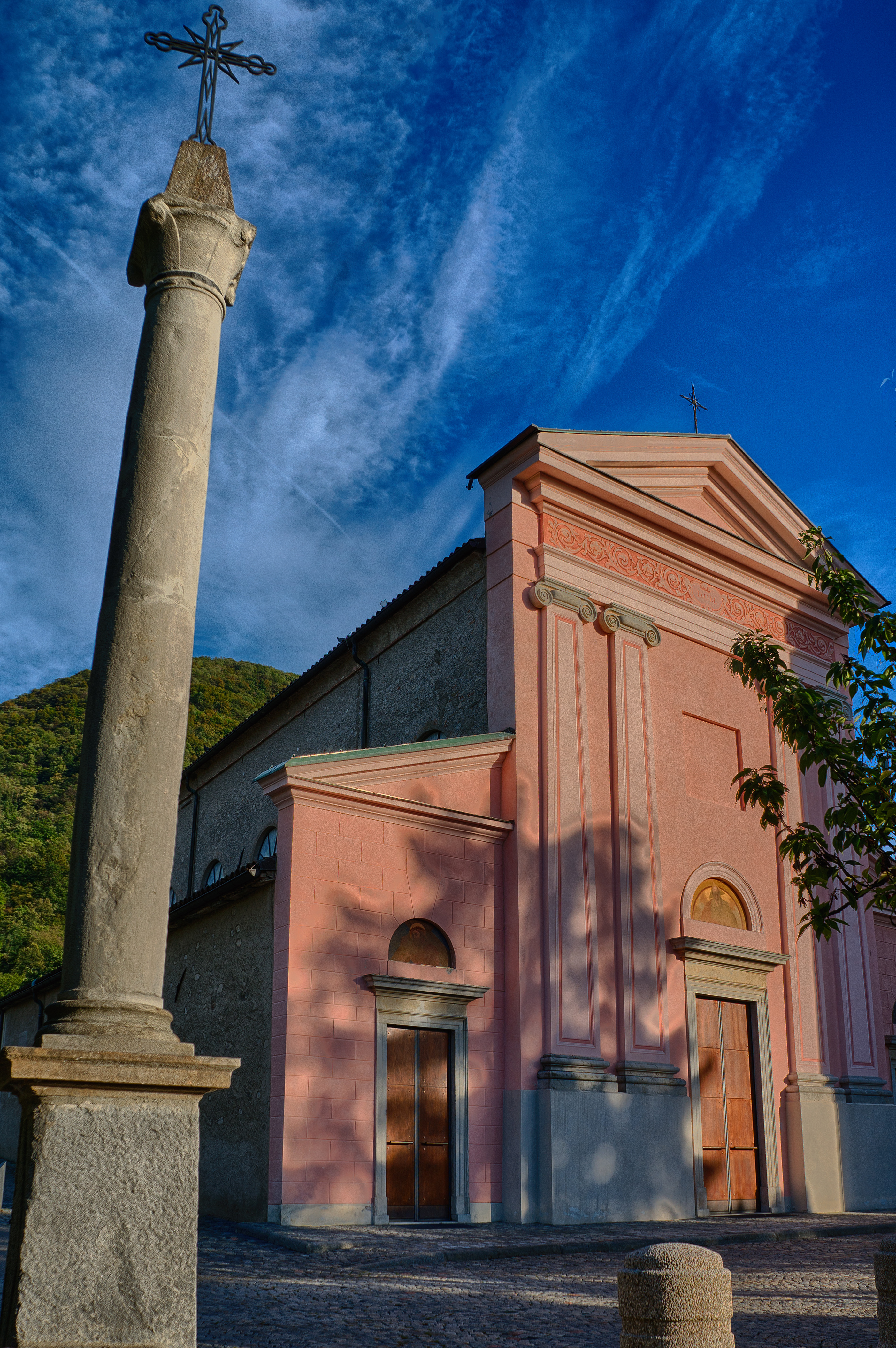
Pfarrkirche Santa Maria

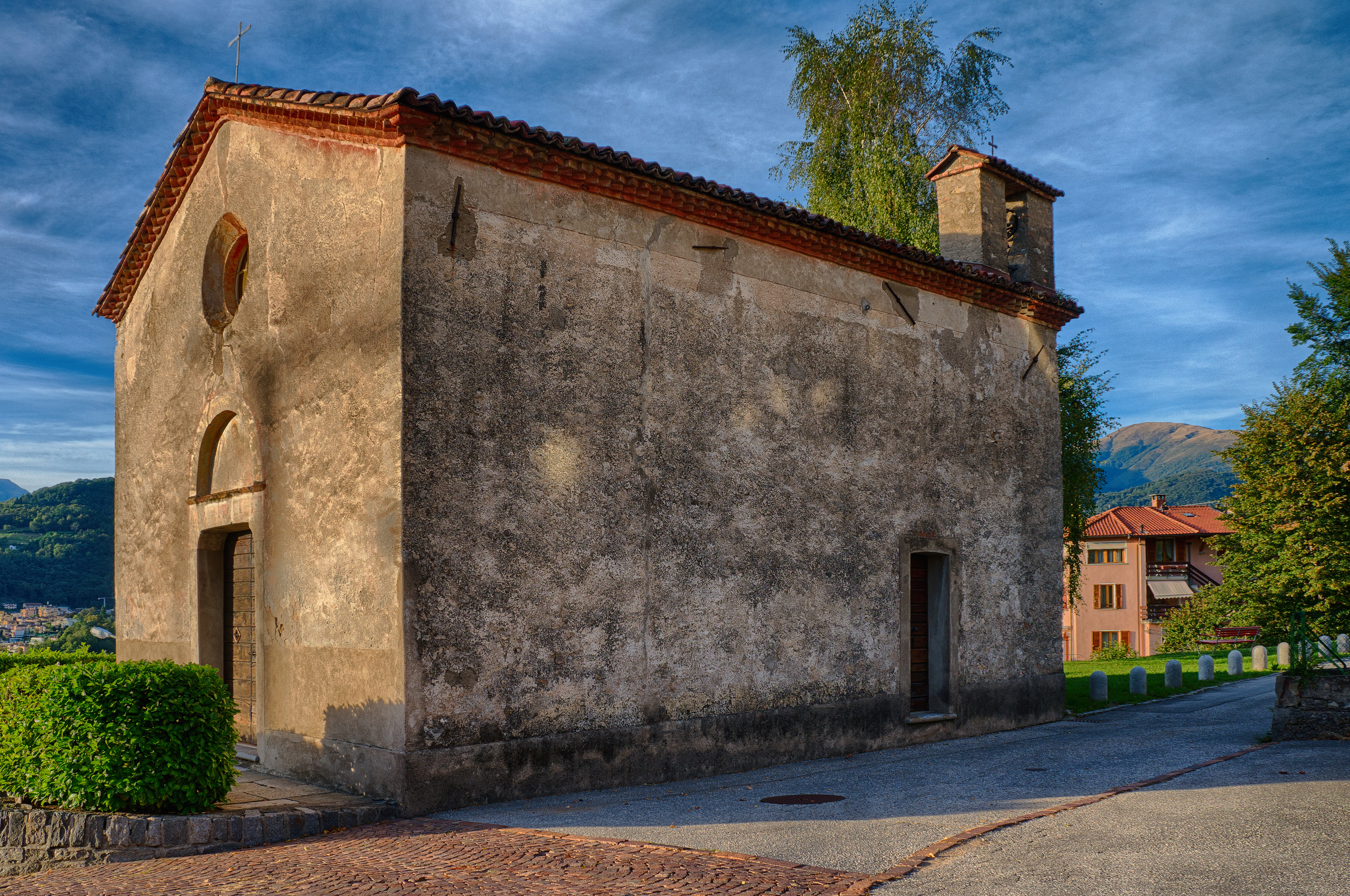
Oratorium Santi Pietro e Paolo im Ortsteil Orlino

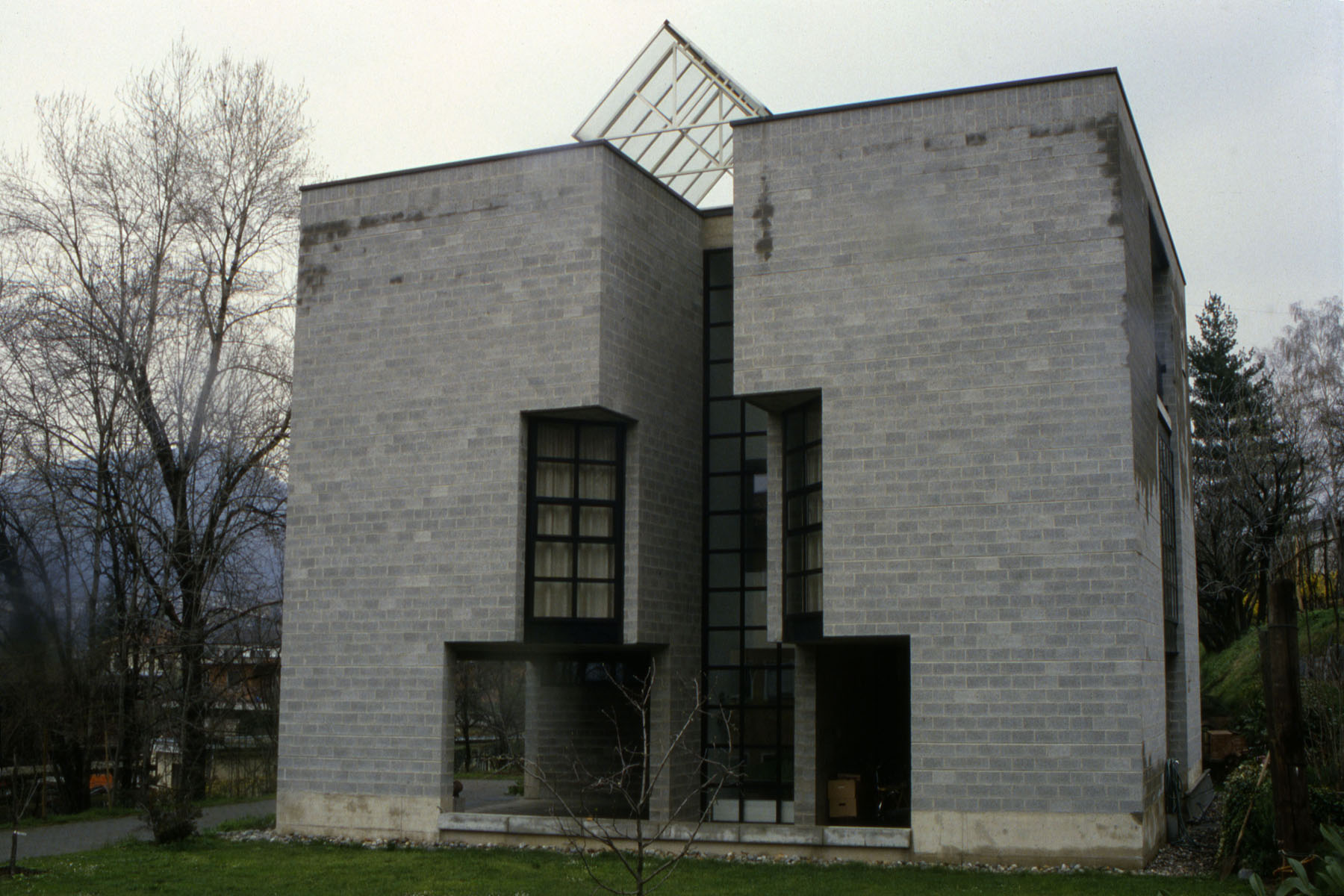
Wohnhaus Sampietro (Architekt Mario Botta)

Pregassona ist ein Quartier der Stadt Lugano im Kreis Lugano Ost, im Bezirk Lugano des Kantons Tessin in der Schweiz.

## Toponomastik
Der Name Pregassona ist zum ersten Mal in einer Schrift vom 3. Juni 1222 dokumentiert.

## Geschichte
Das Dorf wurde erstmals 1222 als Pregasona erwähnt. In der Ortschaft Viarnetto wurden Brandgräber aus der Eisenzeit gefunden. Die Ortsnamenkunde (Sala) legt den Schluss nahe, dass sich in Pregassona eine langobardische Garnison befand. Der Bischof von Como besass hier im 14. Jahrhundert Güter. Mit Sala, Ligaino, Orlino, Albonago und Viganello bildete das Dorf 1335 das Concilium (Nachbarschaft) Pregassona rund um die Kirche Santa Maria im Ortsteil Pazzalino.
Bis zur Eingemeindung in die Stadt Lugano am 4. April 2004 bildete es eine selbstständige politische Gemeinde.

## Bevölkerung
Einwohnerzahlen: Volkszählungsdaten  2024:

## Sehenswürdigkeiten
- Pfarrkirche Santa Maria, erstmals 1222 erwähnt, restauriert (2000/2002), Architekt: Remo Leuzinger[5]
- Im Ortsteil Terzerina: Kirche San Giovanni Battista und Massimiliano Kolbe (1995), Architekt: Alberto Finzi[5]
- Im Ortsteil Ligaino: Wohnhaus Pedrotti (17. Jahrhundert)[5]
- Wohnhaus mit Fresko Madonna mit Kind und zwei Heilige[5]
- Im Ortsteil Orlino: Oratorium Santi Pietro und Paolo (14. Jahrhundert), restauriert (1983/1984)[5][6]
- Memorial Room Clay Regazzoni[5][7]
- Wohnhaus Sampietro, Architekt Mario Botta 1979–1980.
- Archäologische Funde: la cista costolonata[8]

## Vereinigungen
- Associazione degli Scrittori della Svizzera Italiana[9][10]
- Gesellschaft Schweizerischer Maler, Bildhauer und Architekten, Visuelle Künstler. Sezione Ticino[11]